# Eupelmus brutus
Eupelmus brutus är en stekelart som beskrevs av Girault 1920. Eupelmus brutus ingår i släktet Eupelmus och familjen hoppglanssteklar. Inga underarter finns listade i Catalogue of Life.